# 메이지 유신
메이지 유신(일본어: 明治維新 메이지이신[*])은 막번 체제를 해체하고 왕정 복고를 통한 중앙 통일 권력의 확립에 이르는 광범위한 변혁 과정을 총칭한다. 메이지 유신은 학문상 명칭이며, 당시 고잇신(일본어: 御一新) 등으로 불렸다. 메이지 유신의 개시 시기는 1868년이며 종료 시기는 1871년 폐번치현(廢藩置縣), 1873년 지조개정(地租改正), 1877년 세이난 전쟁(西南戰爭), 1889년 헌법 발표 등 여러 설이 있으며 정설은 확립되지 않았다.

## 배경

대정봉환

에도 막부는 외교에 관한 권리를 독점하고, 일본인의 출입국과 무역을 관리, 통제, 제한하기 위해서 오랫동안 쇄국 체제를 유지해 왔다. 그러나 1856년부터 1860년에 걸친 아편 전쟁 이후 동아시아로 진출하려는 서구 제국주의의 물결은 더욱 거세지고 있었다. 1853년 미국의 동인도함대 사령관 매슈 페리 제독이 밀러드 필모어 미국 대통령의 개국 요구 국서를 가지고 일본에 왔다.(흑선 내항) 이에 막부는 1854년 미일화친조약에 이어 1858년에는 미국을 비롯하여 영국, 러시아, 네덜란드, 프랑스와 굴욕적인 통상조약(안세이 5개국 조약)을 체결하였다.
그러나 이 조약은 막부 정부에서 고메이 천황의 칙허 없이 처리했다는 점 때문에 이에 반발한 반막부 세력이 일어나 막부 정부와 대립하는 혼란기를 겪었다. 그러다가 260여 년이나 내려오던 도쿠가와 막부가 1866년 사카모토 료마를 내세우는 삿초 동맹에 패배하였고, 1867년에는 대정봉환과 왕정복고가 이루어졌다.

## 동맹
1866년 사쓰마번의 지도자 사이고 다카모리와 조슈번의 기도 다카요시 사이 삿초 동맹이 이뤄졌다. 이 두 지도자는 고메이 천황을 지지하였다. 이들은 사카모토 료마가 천거했는데 도쿠가와 쇼군 지배에 도전하여 천황의 권력을 회복하기 위해서였다. 1866년 12월 25일 고메이 천황이 세상을 떠나자 1867년 1월 9일 메이지 천황이 뒤를 이었다.

## 개혁의 내용
메이지 정부는 주로 구미 열강 국을 따라 잡기 위해, 개혁을 모색하였다. 학제, 징병령, 지조개정(地租改正) 등 일련의 개혁을 추진하고, 부국강병의 기치 하에 유럽과 미국의 근대 국가를 모델로 하여, 민주화와 인권 운동을 탄압하고 천황이 주도하여 일방적 자본주의 육성과 군사적 강화에 노력하였다.

### 중앙 행정

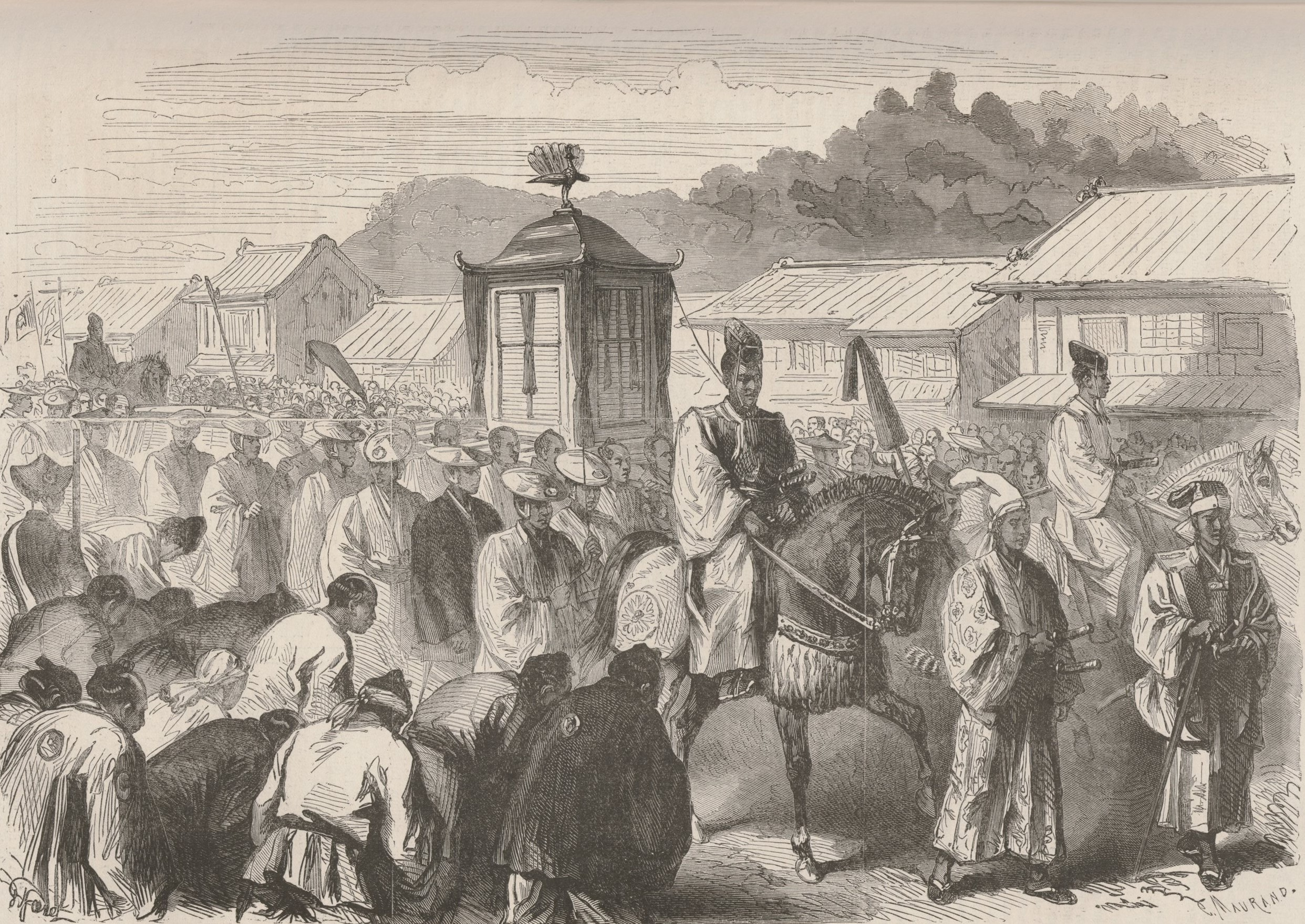
메이지 천황의 도쿄 행행
(르몽드 일러스트, 1869년 2월 20일)

막번체제의 붕괴로, 중앙집권 국가의 확립을 서둘러야 했던 신정부는, 율령제를 기초로 한 명칭을 부활시켰다.
왕정 복고의 대호령으로 인해, 막부나 섭정, 간파쿠의 폐지와 일본 천황의 친정이 결정되어, 일본 천황 아래로 총재(総裁), 의정(議定), 산요(参与)로 나뉘게 되는 관제가 시행되었지만, 메이지 천황은 아직 어렸기 때문에 그것을 보좌하는 체제가 필요했다. 거기서, 메이지 원년 4월 21일, 정체서(政体書)가 공포되었고(정체서 체제), 다음 해 율령제의 2관 8성을 본뜬 2관 6성제가 발족한다. 구체적인 행정 기구로써는, 태정관(太政官)과 신기관(神祇官)을 두어, 태정관 아래에 각 성(省)을 두는 율령제가 모사되었지만, 그 후 민부성에서 공부성으로 분리되거나, 형부성으로부터 사법성으로의 개편 등 무수한 개변이 필요했기 때문에, 제도가 안정되지 않았다. 또한 입법부인 좌원(左院, 후 원로원(元老院)), 우원이나 지방관 회의등도 설치, 폐지가 반복되었다. 메이지 중앙의 개혁은 1885년 내각 제도의 발족으로 간신히 안정된다.
또한, 입법부에 관해서 기도 다카요시등이 메이지 초부터 의회개설을 주장하였지만, 의회제도를 발족시키기 위해선, 관제 개혁, 민도(民度), 국민 교육등의 부분에서 미성숙하여 시기 상조였기 때문에, 오쿠보 도시미치를 중심으로 유사 전제(有司専制)라고 불리는 사쓰마, 조슈 번의 파벌에 의한 관료를 중심으로 한 개혁 체제가 유지되었다. 그러나 자유민권운동의 고조와 여러 제도의 정비에 의한 개혁의 성숙으로 인해 1881년《국회 개설 조서》가 발포되었다. 동시에 이토 히로부미에 의해 헌법 제정의 움직임이 본격화되어 그 심의를 위한 추밀원이 설치되었다. 1889년 일본 제국 헌법이 공포되고 1890년 제국의회가 발족함으로써 동아시아에서 처음으로 입헌 군주제가 도입되었다.
당초 교토에는 구폐(舊弊)가 많다고 하여, 오사카 천도론이 오쿠보 도시미치를 중심으로 주창되었다. 그러나 교토에서 옮기는 것에 대해 반대가 많았고, 에도 성의 개성도 있어, 에도를 도쿄로 하는 것으로 결정되었다. 메이지 천황의 2번 도쿄 행차로 의해 태정관도 도쿄에 옮겨져, 도쿄가 사실상의 수도가 되었다.

### 지역 행정
메이지 정부의 지방 행정으로, 도쿠가와 가를 슨푸번으로 이동, 교토, 나가사키, 하코다테를 정부 직할 '부(府)'로 한 것 이외는, 원칙으로서 이전의 번체제가 유지되고 있었다. 그러나, 부국강병 목적의 근대국가 건설을 추진하기 위해서는, 중앙집권화에 의한 정부의 지방 지배 강화가 필요했다.
우선, 메이지 2년의 판적봉환으로 구 번의 영주가 자발적으로 판(토지), 적(인민)을 천황에게 반납하여, 다시 지번사(知藩事,지한지)로 임명되어, 번의 영지와 영주의 분리를 도모할 수 있어, 중요 지역이나 옛 막부부 직할지였던 부, 현과 함께 '부번현 체제(府藩県体制)'가 된다. 그러나, 중앙집권화를 진행시켜, 개혁을 전국적으로 망라하려는 데에 있어 번의 존재는 방해가 되었고, 번 측에서도 재정의 핍박이 계속되어 자발적으로 폐번을 신청하는 번이 잇따랐다. 1871년 8월 29일, 사쓰마, 조슈 번 출신의 지도자에 의해 폐번치현이 실시되어 도도부현제도 설치(당초에는 3부 302현, 직후 정리되어 3부 72현), 중앙정부로부터 지사를 파견하는 제도가 실시되었다. 이것에 대해선, 령제국의 지명을 이용하지 않았기 때문에, 도시명이 부현명이 된 곳도 적지 않다. 그러나 사쓰마번의 시마즈 히사미쓰이외는 눈에 띈 반발은 없었다.

### 여러 제도의 개혁
폐번치현(번을 폐지하고 모두 현으로 바꾸는 것)과 태정관 제도의 개혁을 거쳐 중앙집권 체제가 갖추어짐으로써, 간신히 옛 막부 시대의 제도를 개혁할 준비가 갖추어졌다. 거의 동시에 궁중 개혁도 이루어져, 구래의 궁중직이나 궁녀 폐지, 사족을 중심으로 한 시종 등이 메이지 천황을 개혁 군주에 어울리는 천황으로 양육하게 된다. 막부 말기에는 병약했던 메이지 천황도, 사족에 의한 양육 때문인지 건강도 회복하여, 서양식 입헌 군주로서의 마음가짐도 배워, '메이지 국가' 원수로 어울리는 존재가 되어 갔다. 특히 헌법 제정 과정에서의 추밀원 심의에 모두 참석하였고, 또 국회 개설 전후 입헌 정치 미성숙기에 수상이 빈번하게 사임, 교대했을 때에도 정국의 조정자로서 중요한 역할을 담당하였다.
신분 제도에서는, 에도 막부 아래의 '사농공상'의 구별을 폐지, 구 무사 계급을 사족, 그 이외를 평민으로 하여, '사민평등'을 구가하는 한편, 구 구게, 다이묘나 일부 승려 등을 새롭게 화족으로서 특권 계급으로 함과 동시에, 궁내성 지배 아래로 두게 되었다.
또한, 유신 정부는 서양의 여러 제도를 연구하기 위해 이와쿠라 도모미를 정사, 오쿠보 도시미치, 기도 다카요시 이토 히로부미 등을 부사로 하는 이와쿠라 사절단을 구미에 파견하지만, '잔류 정부'로 불리며 일본에 남은 사이고 다카모리, 이노우에 가오루, 오쿠마 시게노부, 이타가키 다이스케, 에토 신페이, 오키 다카토 등에 의해서, 차례차례로 개혁은 진행되어 갔다.
주 개혁으로는 학제(学制) 개혁, 지조(地租) 개정, 징병령, 그레고리력 채용, 사법 제도 정비, 단발령 등이 있다. 다만, 이런 개혁은 급격하게 진행되었기 때문에 모순도 적지 않았고, 사족이나 농민의 불만을 사서, 후에 정한론으로 이어졌다 라고도 말해진다. 구미 사절에서 귀국한 이와쿠라나 오쿠보가 정한론을 지지하지 않았고, 더욱 더 오쿠보 밑으로 내무성이 설립됨으로써 여러 개혁의 정리가 이루어지게 된다.
또한, 같은 시기에 민간에서 이루어진 문명 개화의 움직임, 육식 보급과 철도 개통 등과 함께, 신시대 '메이지'의 분위기가 양성되었다.
경제 산업분야에선, 부국강병, 식산흥업의 슬로건 아래, 도미오카 제사장을 비롯한 관영공장이 만들어지는 등, 정부 주도의 산업 육성이 시작되어, 서양식 공업 기술이 도입되었다. 금융제도에서도 통화단위로 '엔'을 도입(1871년), 국립은행 조례에 의한 국립은행(내셔널 뱅크)을 거쳐, 통화 발행권을 독점하는 중앙은행으로써 일본 은행을 설립(1882년) 하는 등, 자본주의적 금융제도의 정비도 이루어졌다. 유통 분야에서는, 우편제도, 전신망의 정비, 철도 및 선박 운수(민간 우편 기선 미쓰비시 회사와 국책 회사인 공동 운수 회사의 경합을 거쳐 일본 유센 회사가 되었다.) 등의 정비가 이루어졌다. 이러한 자본 활동에는, 실직한 대신 녹봉을 얻은 화족의 자산에 의한 투자 활동도 배경에 있었다.
이러한 개혁에는 적극적으로 서양 문명의 선진 제도가 받아들여지는 과정에서, '고용 외국인'이라고 불리는 외국인이, 기술 지도, 교육 분야, 관제, 군제 정비 등 여러 가지 분야에서 고용되어 근대국가 건설을 도왔다.

### 종교정책

#### 불교
종교적으로는, 고대의 제정일치로 돌아가는 개혁인 점에서, 1867년 음력 1월 17일에 제정된 직제에는 하느님을 7가지 필두에 두어, 음력 3월에는 신불분리령이 내려졌다. 신불분리령의 주 의미는 불교 배척이 아닌, 에도 시대까지의 신불절충에서 불교와 신도의 혼합에서 양자를 분리하는 것이었지만, 당시의 복고적 시운은 불교조차도 외래의 종교로서 강하게 배척하는 폐불훼석으로 향했다.

#### 기독교
1612년 기독교 금령에 의해 막부의 질서에 반대하는 반국가적 종교로 규정되어 탄압받던 기독교는 메이지 정부에 의해서도 계속 금지되어 기독교 지도자 총 140명은 하기（66명）, 쓰와노（28명）, 후쿠야마（20명）로 나뉘어 강제로 이주되었다. 그 후, 메이지 2년（1869년）12월 7일에는, 기독교인 약 3,000명을 가나자와 및 10개의 번으로 분산 이주시켰다. 하지만 메이지 4년（1871년）11월, 이와쿠라 도모미 특명 전권
신도 국교화 정책과 관련해서, 기독교 금지를 해제해도 즉시 구미가 조약개정에는 응하지 않을 것이라는 회의적인 생각에 근거한 정부내의 보호파의 반대뿐만 아니라, 종교계나 일반 민중에서도 '사종문(邪宗門)' 금지 해제에는 반대하는 목소리가 강해 분규(紛糾)하였으나, 1873년 2월 24일 금지 고찰(高札)을 제거, 그 뜻을 각 구니에 통고, 이주된 기독교도들이 마을로 돌아오자 드디어 종결되었다.

### 외교 정책

이와쿠라 사절단

신정부의, 최대 목표는 구미 열강을 따라 잡는 것이기 때문에, 구 막부 시대에 체결된 불평등 조약 개정이 급선무로 여겨졌다. 이와쿠라 사절단은 서구 여러 제도 조사도 목적이었지만, 조약 개정을 위한 사전 준비라는 면도 있었다. 실제로 교섭도 준비되었지만, 일본을 근대국가라고 보지 않는 구미제국은 상대가 되지 않았고, 아직 시기 상조였다. 그 때문에, 우선 국내정책의 측면에서 국민들이 가진 외국인에 대한 반감을 제거하기 위해 외국인에 대한 공격을 법령으로 금지시키고, 만국공법을 수용하였으며 외국인이 국내여행을 자유롭게 할 수 있도록 조치, 유럽화 정책 등여러 정책을 시도했지만, 조약 개정 자체는 반세기에 미치는 부단한 노력을 필요로 했다.

## 개혁의 영향과 비판
- 주로 구 사쓰마번, 조슈번 및 일부 구게에 의한 전제 정치였기 때문에 '번 파벌 정부'라고 야유를 받았다. 하지만 중급 관료 이상에 구 신판 번, 구 막부 신하였던 자도 적지 않았기 때문에, 일부 세력이 주도했다고는 하기 어렵다.
- 메이지 유신의 개혁은 새로운 제도로 인한 모순을 낳기도 했지만, 단기간에 입헌제도 달성에 성공하였기 때문에 아시아에서는 메이지 유신을 모범으로 개혁, 독립 운동을 실시하려고 하였다. 다만 대부분이 형태만의 개혁이나 일면만 파악한 '위에서 부터의 개혁'으로 시종하여, 성공한 예는 많지 않다.
- 전통주의자들은 신성한 천황제가 현대 문명에 양보를 강요당하는 문제에 대해 분개하고 있었다.

## 메이지 유신을 소재로 하는 작품

### 영화
- 라스트 사무라이

## 같이 보기
- 조슈번
- 막말
- 일본 제국 헌법
- 사이고 다카모리
- 기도 다카요시
- 오쿠보 도시미치
- 흑룡회
- 대정익찬회
- 화혼양재
- 중체서용
- 양명학#양명좌파